# النقد والنقد المكافئ

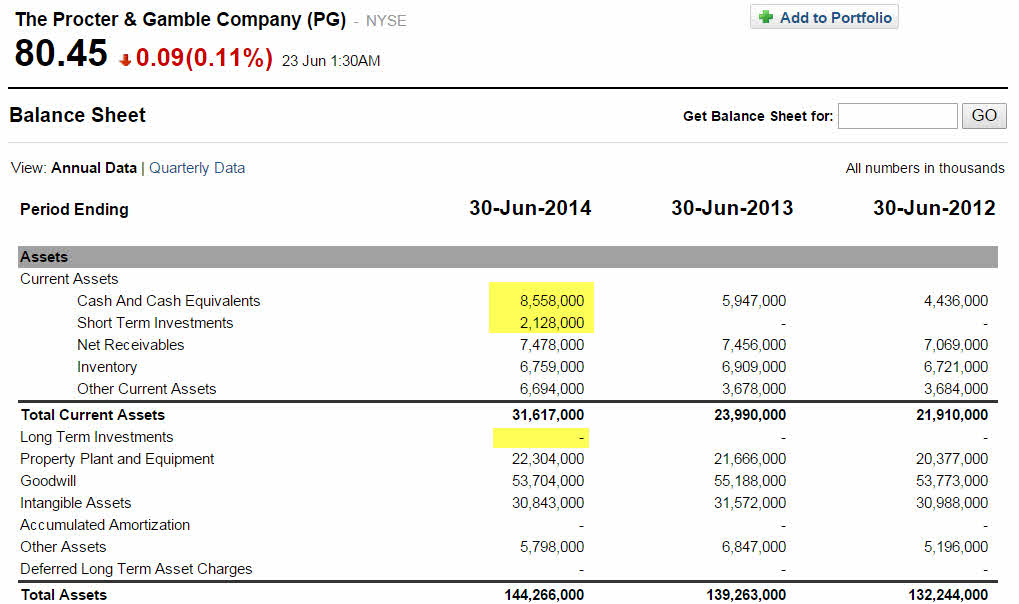

النقد والنقد المكافئ أو النقد وما يُعادله (CCE) المعروف أيضًا باسم النقد المُعادل هو الأصول المتداولة الأكثر سيولة الموجودة في الميزانية العمومية لشركة ما. النقد المكافئ هو التزامات قصيرة الأجل «مقابل نقد مجمد مؤقتًا قابل للتحويل بسهولة إلى مبلغ نقدي محدد». يُعتبر الاستثمار عادةً مُعادلًا للنقد عندما يكون له فترة استحقاق قصيرة تبلغ 90 يومًا أو أقل، ويمكن إدراجه في رصيد النقد وما يُعادله من تاريخ الاستحواذ إذ يكون ذا مخاطر ضئيلة للتغير في قيمة الأصل، في حال كانت مدة الاستحقاق أكثر من 90 يومًا، لا يُعتبر الأصل من ضمن النقد والنقد المُعادل. معظم الاستثمارات في الأسهم مستثناة من مُعادِلات النقد، إلا إذا كانت نقدًا مُعادلًا بشكل أساسي، على سبيل المثال، إذا اكتُسبت الأسهم الممتازة في أثناء فترة استحقاق قصيرة لها تاريخ استرداد محدد.
أحد المؤشرات الصحية المهمة للشركة هو قدرتها على توليد النقد وما يعادله. لذلك، يمكن اعتبار صافي الأصول المرتفع نسبيًا والنقد والنقد المعادل الأقل بكثير في شركة ما مؤشرًا على عدم السيولة. بالنسبة للمستثمرين والشركات، يُعتبر النقد وما يُعادله عمومًا استثمارات «منخفضة المخاطر ومنخفضة العوائد»، ويمكن للمحللين أحيانًا تقدير قدرة الشركة على سداد التزاماتها في فترة زمنية قصيرة عبر مقارنة النقد وما يُعادله مع الالتزامات المتداولة. مع ذلك، يمكن أن يحدث هذا في حالة واحدة وهي إذا كانت هناك مستحقات يمكن تحويلها إلى نقد سائل على الفور.
مع ذلك، فإن الشركات التي تمتلك قيمًا كبيرة من النقد وما يعادله هي أهداف لعمليات الاستحواذ (من قبل الشركات الأخرى)، بما أن فائضها النقدي يساعد المشترين على تمويل عملياتهم الاستحواذية. قد تشير الاحتياطيات النقدية المرتفعة أيضًا إلى أن الشركة غير فعّالة في استخدام مواردها من النقد وما يعادله، في حين قد تكون تلك الاحتياطيات بالنسبة للشركات الكبيرة إشارة إلى الاستعداد لعمليات شراء ضخمة. تكلفة الفرصة البديلة من ادخار النقد وما يُعادله هي العائد على الأسهم الذي يمكن أن تجنيه الشركة بفضل الاستثمار في منتج جديد أو خدمة جديدة أو التوسع في الأعمال.

## مكونات النقد
- العملة
- النقود المعدنية
- تُعتبر عمليات السحب على المكشوف من البنوك عادة أنشطة تمويل. رغم ذلك، عندما تُشكّل القروض المصرفية التي تُسدد عند الطلب جزءًا لا يتجزأ من إدارة النقد للشركة، يمكن اعتبار عمليات السحب على المكشوف من البنوك جزءًا من النقد وما يُعادله.[5]
- النقد في حسابات التوفير هو عادة لأهداف التوفير، فلا يُستخدم للمصاريف اليومية.
- يسمح النقد في حسابات المعاملات بكتابة الشيكات واستخدام الخصم الإلكتروني للوصول إلى الأموال الموجودة في الحساب.
- الطلب النقدي هو أداة مالية صادرة عن الحكومة أو المؤسسات المالية يستخدم من قبل المستفيد للحصول على النقد عند الطلب. تتمثل ميزة تفضيل الطلبات النقدية على الشيكات في كونها أكثر ثقة نظرًا إلى أنها دائمًا مدفوعة مقدمًا. تكون مقبولة لسداد ديون الشركات الشخصية أو الصغيرة، ويمكن شراؤها مقابل رسوم رمزية في العديد من المواقع مثل مكتب البريد والبقالة.[6]
- صندوق السلف هو مبلغ صغير من النقد يُستخدم لدفع النفقات ذات القيمة الصغيرة وقد يختلف المبلغ اعتمادًا على المنظمة.[7] بالنسبة لبعض المؤسسات، يكون مبلغ 50 دولارًا كافيًا، في حين يجب أن يكون الحد الأدنى للمبلغ 200 دولار لمؤسسات أخرى. يجب حماية وتسجيل أموال صندوق السلف لتجنب السرقات. غالبًا ما يُعيَّن وصي مسؤول عن توثيق معاملات صندوق السلف.[8]

## طريقة حساب النقد والنقد المكافئ
يُدرج النقد وما يُعادله في الميزانية العمومية ضمن «الأصول المتداولة» وتتغير قيمته عند حدوث معاملات مختلفة. يُطلق على هذه التغييرات اسم «التدفقات النقدية» وتسجَّل في دفتر الأستاذ المحاسبي. على سبيل المثال، إذا كانت الشركة تنفق 300 دولار على شراء السلع، يُسجل ذلك زيادة قدرها 300 دولار في إمداداتها وانخفاضًا في قيمة النقد وما يُعادله. هذه بعض الصيغ التي يستخدمها المحللون لحساب التحركات المتعلقة بالنقد وما يُعادله:
التغير في النقد وما يُعادله = النقد والنقد المعادل في نهاية السنة - النقد والنقد المعادل في بداية السنة.
قيمة النقد وما يُعادله في نهاية الفترة = صافي التدفق النقدي + قيمة النقد وما يُعادله في بداية الفترة